# OuterSpace
OuterSpace est un groupe de hip-hop américain, originaire des quartiers nord de Philadelphie, en Pennsylvanie. Il se compose à l'origine de trois amis portoricains connus sous les noms de Planetary, Jedeye et Crypt the Warchild. Le groupe se compose désormais de deux membres, Planetary et Crypt the Warchild, également membre du groupe Army of the Pharaohs.

## Biographie

### Débuts (1995–1999)
Le groupe est originellement fondé par trois lycéens ; Marcus Albaladejo, Mario Collazo et Richard Cruz. Le trio formera OuterSpace. Le groupe est lancé au début des années 1990 et fera alliance avec un autre groupe originaire de Philadelphie, Jedi Mind Tricks, et leur label Superegular Recordings. En 1998, Superegular publie leur premier single We Lyve. OuterSpace participe à plusieurs chansons des Jedi Mind Trick et à l'EP Illegaliens publié au label Wordsound. Peu après, OuterSpace s'allie avec DJ SAT ONE et commence à enregistrer à la société de production de Jazzy Jeff A Touch of Jazz.

### OuterSpace etBlood and Ashes(2000–2004)
OuterSpace participe aux albums des Jedi Mind Tricks au début des années 2000 et au supergroupe de Paz Army of the Pharaohs. En mai 2004, OuterSpace publie Jedi Mind Tricks Presents OuterSpace. Une collection de vinyles d'OuterSpace est publiée par le label Superegular, les fans loyaux pouvant y écouter des chansons inédites, et les nouveaux fans pouvant apprendre la notoriété underground d'OuterSpace. OuterSpace signe un nouveau contrat avec Babygrande Records, et publie son deuxième album, Blood and Ashes, en juillet 2004. L'album fait participer Vinnie Paz des Jedi Mind Tricks, Immortal Technique, Sadat X de Brand Nubian et les membres d'A.O.T.P. 7L & Esoteric, Celph Titled, Des Devious et King Syze.

### Blood Brotherset travail avec Army of the Pharaohs (2005–2007)
En 2005, Army of the Pharaohs est annoncé en collaboration avec OuterSpace pour un album. Les membres d'OuterSpace devaient participer à l'album. Le 21 mars 2006 The Torture Papers est publié au label Babygrande Records. Des artistes comme le frère de Crypt the Warchilds ; King Syze, le chanteur des Jedi Mind Tricks ; Vinnie Paz, les membres de JuJu Mob ; Chief Kamachi et Reef the Lost Cauze, les membres des Demigodz ; Apathy et Celph Titled et d'autres musiciens comme 7L & Esoteric, Des Devious et Faez One devaient également être sur l'album. Un album collaboratif avec Army of the Pharaohs devait, selon les rumeurs, être prévu pendant des années, mais reporté ç cause de problèmes internes et externes, cependant une mixtape intitulée The Bonus Papers est publiée peu après la sortie de l'album. Une autre mixtape intitulée After Torture There's Pain est publiée en début.
En 2006, OuterSpace publie son deuxième album Blood Brothers, le 5 novembre 2006 au label Babygrande Records. L'album fait participer Vinnie Paz des Jedi Mind Tricks, Sheek Louch et Royce da 5'9". Le single principal ds'intitule Street Massacre. OuterSpace participe au deuxième album d'Army of the Pharaohs, Ritual of Battle, publié le 21 septembre 2007. L'album fait également participer Vinnie Paz, Jus Allah, Chief Kamachi, Reef the Lost Cauze, Esoteric, Celph Titled, King Syze, Des Devious, Doap Nixon, Demoz, et King Magnetic. Bien que crédité sur The Torture Papers, Apathy ne participe pas à Ritual of Battle.

### God's FuryetThe Unholy Terror(2008–2010)
Le 30 septembre 2008, OuterSpace publie son troisième album God's Fury au label Babygrande Records. L'album fait participer Vinnie Paz, Sick Jacken & Cynic de Psycho Realm, et les membres d'A.O.T.P. Doap Nixon, Reef The Lost Cauze, Des Devious, King Syze, Celph Titled et Chief Kamachi. OuterSpace collabore aussi avec Doap Nixon sur son premier album Sour Diesel sur la chanson Warning Shot. OuterSpace revient en studio pour l'enregistrement de l'album d'Army of the Pharaohs The Unholy Terror. Il est initialement prévu le 30 mars 2010, mais finalement publié le 19 mars 2010 sur UGHH.com.

### My Brothers Keeper,In Death RebornetLost in Space(depuis 2011)
Le 23 août 2011, OuterSpace publie son quatrième album My Brother's Keeper, publié par Enemy Soil. L'album fait participer Vinnie Paz, Ill Bill, Doap Nixon, Apathy, Blacastan, Esoteric, Sick Jacken, King Syze et V-Zilla. Le 30 novembre 2013, Vinnie Paz révèle deux nouveaux albums d'Army of the Pharaohs pour 2014. In Death Reborn est prévu le 22 avril et e second LP en novembre. Les deux membres d'OuterSpace sont confirmés pour les albums. Les nouveaux membres Blacastan des Demigodz et Zilla originaire de Houston (Texas) sont prévus pour rejoindre le groupe.
En 2012, ils annoncent un cinquième album, Lost in Space. L'album est originellement prévu pour août 2012, mais repoussé pour 2015. Ilsp publient deux singles extraits de l'album, Manolo produit par Stu Bangas et Never Enough produit par Snowgoons. Un nouveau single MMA (Murder Makes Art) produit par Scott Stallone est prévu en 2015, avant la sortie de l'album.
En 2024, le single Poker Night est diffusé sur les plateformes de streaming.

## Discographie

### Albums studio
- 2004 : OuterSpace
- 2004 : Blood and Ashes
- 2006 : Blood Brothers
- 2008 : God's Fury
- 2011 : My Brother's Keeper

### Mixtape
- 2009 : A Tribute to Gang Starr